# إسماعيل سيرانو
إسماعيل سيرانو (بالإسبانية: Ismael Serrano)‏ هو مغن مؤلف وعازف قيثارة ومغني إسباني، ولد في 9 مارس 1974 في مدريد في إسبانيا.

## وصلات خارجية
- الموقع الرسمي
- إسماعيل سيرانو على موقع IMDb (الإنجليزية)
- إسماعيل سيرانو على موقع ميوزك برينز (الإنجليزية)
- إسماعيل سيرانو على موقع ديسكوغز (الإنجليزية)
- إسماعيل سيرانو على موقع قاعدة بيانات الفيلم (الإنجليزية)